# Ivry-le-Temple
Ivry-le-Temple är en kommun i departementet Oise i regionen Hauts-de-France i norra Frankrike. Kommunen ligger i kantonen Méru som tillhör arrondissementet Beauvais. År 2022 hade Ivry-le-Temple 876 invånare.

## Befolkningsutveckling
Antalet invånare i kommunen Ivry-le-Temple
| Referens: INSEE |